# Кремеш
Кремеш (укр. Кремеш) — село в Локачинской поселковой общине Владимирского района Волынской области Украины.
До 2020 года входило в Локачинский район.
Код КОАТУУ — 0722482603. Население по переписи 2001 года составляет 362 человека. Почтовый индекс — 45532. Телефонный код — 3374. Занимает площадь 784,4 км².